# Crítica de la economía política: Una introducción a El Capital de Marx
Crítica de la economía política: Una introducción a El Capital de Marx (en alemán: Kritik der politischen Ökonomie: Eine Einführung) es un libro del erudito marxista alemán Michael Heinrich que examina los tres volúmenes de la principal obra económica de Karl Marx, El capital. Publicado en alemán en 2004, el libro está estructurado como un relato abreviado del análisis de Marx sobre el capitalismo y está escrito desde el punto de vista de la escuela de pensamiento Neue Marx-Lektüre, criticando las lecturas de Marx tanto marxistas como burguesas. El libro fue publicado por primera vez en Alemania por Schmetterling Verlag y se convirtió en una de las introducciones a El capital más populares en el país. Fue la primera de las obras de Heinrich en ser traducida al inglés, con una edición de 2012 de Monthly Review Press.

## Trasfondo
Michael Heinrich publicó Crítica de la economía política: Una introducción a El Capital de Marx en 2004 mientras trabajaba como profesor de economía en HTW Berlín. Fue el editor jefe de PROKLA: Journal for Critical Social Science hasta 2014 y fue colaborador del Marx-Engels-Gesamtausgabe (MEGA; tdl. ‘Obras Completas Marx-Engels'). En una entrevista de 2011, Heinrich afirmó que el objetivo del libro era presentar El Capital de Marx y otros elementos básicos de la teoría de Marx a nuevos lectores.
Las bases para el libro se sentaron en su tesis doctoral de 1991 (ampliada y republicada en 1999) La ciencia del valor (en alemán: Die Wissenschaft vom Wert) que, junto con la Introducción, se publicó como parte de un discurso más amplio en Alemania sobre el carácter monetario de la teoría del valor de Marx. Este resurgimiento de la investigación sobre Marx, conocido como Neue Marx-Lektüre (tdl. ‘Nueva Lectura de Marx’), se basó en trabajos anteriores de marxistas occidentales como Theodor Adorno y Louis Althusser y fue iniciado por los académicos de Alemania Occidental Hans-Georg Backhaus y Helmut Reichelt durante los años 1960 y 1970. La Neue Marx-Lektüre implicó un reexamen de los textos auxiliares de Marx y las distinciones teóricas entre las diferentes ediciones de El capital que se publicaron en la segunda edición del MEGA en 1975.
Como parte de Neue Marx-Lektüre, el libro rechaza la "cosmovisión marxista" ( en alemán: Weltanschauungsmarxismus), que Heinrich caracteriza como una lectura de Marx marcada por su simplificación excesiva de los fenómenos sociales como resultado de intereses puramente económicos, su determinismo histórico y su visión de las teorías de Marx como "omnicomprensivas". En el libro, Heinrich atribuye el desarrollo de la "visión del mundo marxista" a las contribuciones de Friedrich Engels y Karl Kautsky tras la muerte de Marx que luego se incorporaron al marxismo-leninismo. El libro cuestiona que Marx había adoptado las ideas de la economía clásica y su teoría del valor-trabajo en un intento de construir una economía política alternativa y, en cambio, sostiene que el proyecto de Marx se basó en una crítica de las presuposiciones de toda la ciencia económica establecida.
Tras la publicación en 1993 de los manuscritos económicos originales de los volúmenes II y III de El capital en MEGA, Heinrich argumentó que Engels había distorsionado los manuscritos de Marx como parte de su intento de publicar un tercer volumen coherente. Esta postura fue recibida con duras críticas y generó una serie de defensas del trabajo editorial de Engels. En el libro, Heinrich sostiene que El capital era una obra fragmentada e inacabada que, por lo tanto, incluía conceptos que debían rediseñarse para usarse en análisis económicos concretos.

## Resumen

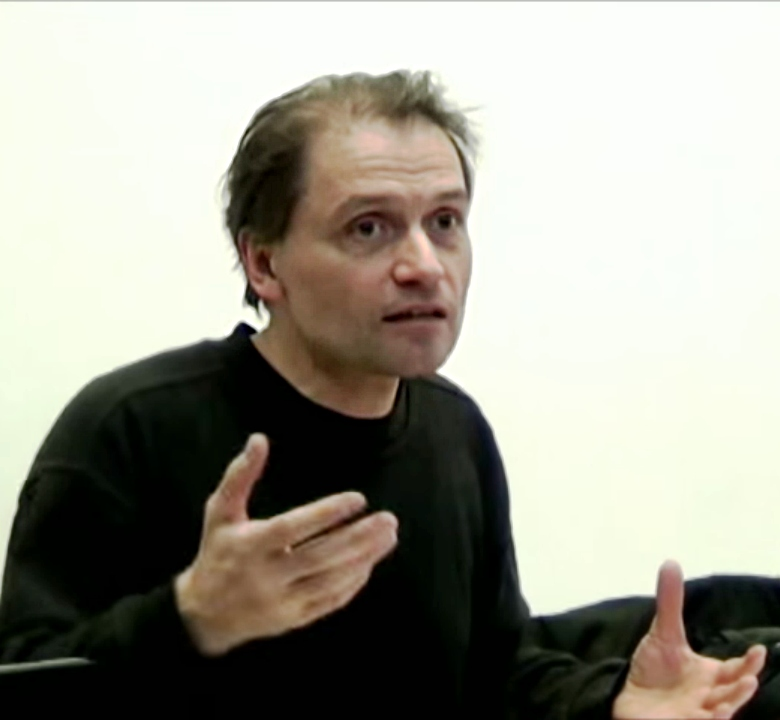
Heinrich en 2014.

Una introducción a El Capital de Marx de Heinrich está organizada en torno a varios temas de la obra de Marx y se basa en sus manuscritos inacabados, los Grundrisse y Teorías sobre la plusvalía, además de su lectura de El capital. Los capítulos 1 y 2 del libro presentan y ubican el libro dentro del corpus marxista más amplio. Los capítulos 3 a 5 analizan el Volumen I de El capital, el capítulo 6 analiza el Volumen II y los capítulos 7 a 10 analizan el Volumen III; Los capítulos 11 y 12 analizan las teorías del Estado y del comunismo, respectivamente. El libro también incorpora un análisis de las diferencias entre las diversas revisiones realizadas por Marx a El Capital, así como una amplia gama de documentos históricos. 
Al igual que otros partidarios del Neue Marx-Lektüre, Heinrich favorece una lectura monetaria de la teoría del valor de Marx, argumentando en contra de las concepciones convencionales de la teoría del valor de Marx, donde el valor de una mercancía se deriva de su tiempo de trabajo socialmente necesario. Contra las lecturas de la teoría del valor de Marx como una teoría del valor trabajo, Heinrich sostiene que la teoría del valor de Marx conceptualiza el valor como una relación social histórica donde una mercancía individual tiene valor tangible sólo a través del acto de intercambio. Al considerar que el valor y el precio son dos niveles diferentes de abstracción, la lectura que hace Heinrich de Marx elude el problema de la transformación, una crítica comúnmente planteada a El capital de Marx sobre la dificultad de establecer una relación consistente entre valor y precio.
El libro dedica especial atención a los conceptos de fetichismo y cosificación para corregir conceptos erróneos comunes que confunden los conceptos con falsa conciencia, alienación o simple consumismo. Heinrich sostiene que la teoría del fetichismo de Marx constituye una teoría de la dominación social que se aplica no sólo a las mercancías, sino también al capital y a las "relaciones sociales en la sociedad burguesa".
Heinrich también rechaza la importancia de la tendencia de la tasa de ganancia a caer en la teoría de la crisis de Marx. Argumenta en contra de las interpretaciones populares que sugieren una ley entre un aumento en la composición orgánica del capital y una caída en la tasa de ganancia, que no consideran los efectos contradictorios que el desarrollo capitalista puede tener sobre la tasa de ganancia.

## Recepción
Una introducción a El Capital de Marx ha sido elogiada por su examen sistemático de Marx y por su inclusión integral de los volúmenes II y III de El capital de Marx, en contraste con muchos otros libros sobre la crítica de Marx a la economía política que escriben principalmente sobre el Volumen I. Heinrich insiste en el libro que una lectura de El capital debe incluir los volúmenes II y III para no estar sujeta a distorsione. Académico Johan Fornäs elogió el libro por su atención al detalle sobre las diversas diferencias entre las distintas ediciones de El capital de Marx. En Alemania, el libro se ha reimpreso muchas veces y se utiliza ampliamente en universidades y grupos de lectura El capital.
El autor Doug Henwood elogió el libro como una de las mejores introducciones breves de El capital de Marx. Escribiendo en Historical Materialism, el historiador Guido Starosta elogió el comentario de Heinrich sobre el fetichismo de las mercancías por su rigor, contrastándolo con Un compañero del capital de Marx de David Harvey, que criticó por trivializar el fetichismo de las mercancías.  De manera similar, Chris O'Kane, que escribió en Marx & Philosophy Review of Books, y Petrino DiLeo, que escribió en International Socialist Review, elogiaron el tratamiento que Heinrich hizo del fetichismo por su lucidez.
El economista marxista Paul Cockshott elogió la Introducción por su claridad y criticó la interpretación de Heinrich sobre Marx, argumentando que la ruptura de Heinrich con las interpretaciones convencionales de Marx separaría el método científico de la teoría del valor trabajo. El sociólogo John Holloway también elogió el libro por considerarlo "impresionantemente claro", pero dijo que no compartía su interpretación de Marx. El científico social Christian Fuchs criticó el libro por sugerir que la lectura que hace Heinrich sobre Marx es universalmente aceptada y es la única lectura correcta de Marx. Fuchs también discrepó de la comprensión de Heinrich del valor como producto del intercambio, argumentando que el enfoque de Heinrich sugeriría que "ninguna explotación ha tenido lugar si una mercancía no se vende".